# Sankt Johannes kapell
Sankt Johannes kapell är en kyrkobyggnad i Vimmerby i Linköpings stift. Byggnaden är ritad av Johannes Dahl Arkitektfirma, Tranås och uppfördes av Carl Sandbergs Byggnadsaktiebolag

## Kyrkobyggnaden
Kapellet uppfördes i början av 1950-talet. Kapellet invigdes annandag pingst 1954 av biskopen Torsten Ysander. 2007 fick kapellet bergvärme.

## Inventarier
- Altartavlan tillkom år 2000 och är en blomstertavla målad av Monika Löfsved Pettersson, Västervik. Tidigare användes ett kors över altaret.

### Orgel
- 1956/1958 bygger A Magnussons Orgelbyggeri AB, Göteborg en mekanisk orgel.

| Manual I     | Manual II     | Pedal         | Koppel |
| Gedackt 8´   | Rörflöjt 8'   | Subbas 16´    | I/P    |
| Principal 4´ | Ters 4/5´     | Kvintadena 4' | II/P   |
| Waldflöjt 2´ | Mixtur 2 chor |               | III/P  |
|              | Krumhorn 8´   |               |        |
|              | Tremulant     |               |        |

- Den nuvarande orgeln är byggd 1993 av Ålems orgelverkstad